# Granhultsbergets naturreservat
Granhultsberget är ett naturreservat i Ljungby kommun i Kronobergs län.
Reservatet är skyddat sedan 2011 och är 90 hektar stort. Det är beläget 7,5 km öster om Agunnaryd och består av en urbergsrygg av hyperitdiabas som även kallas svart granit.

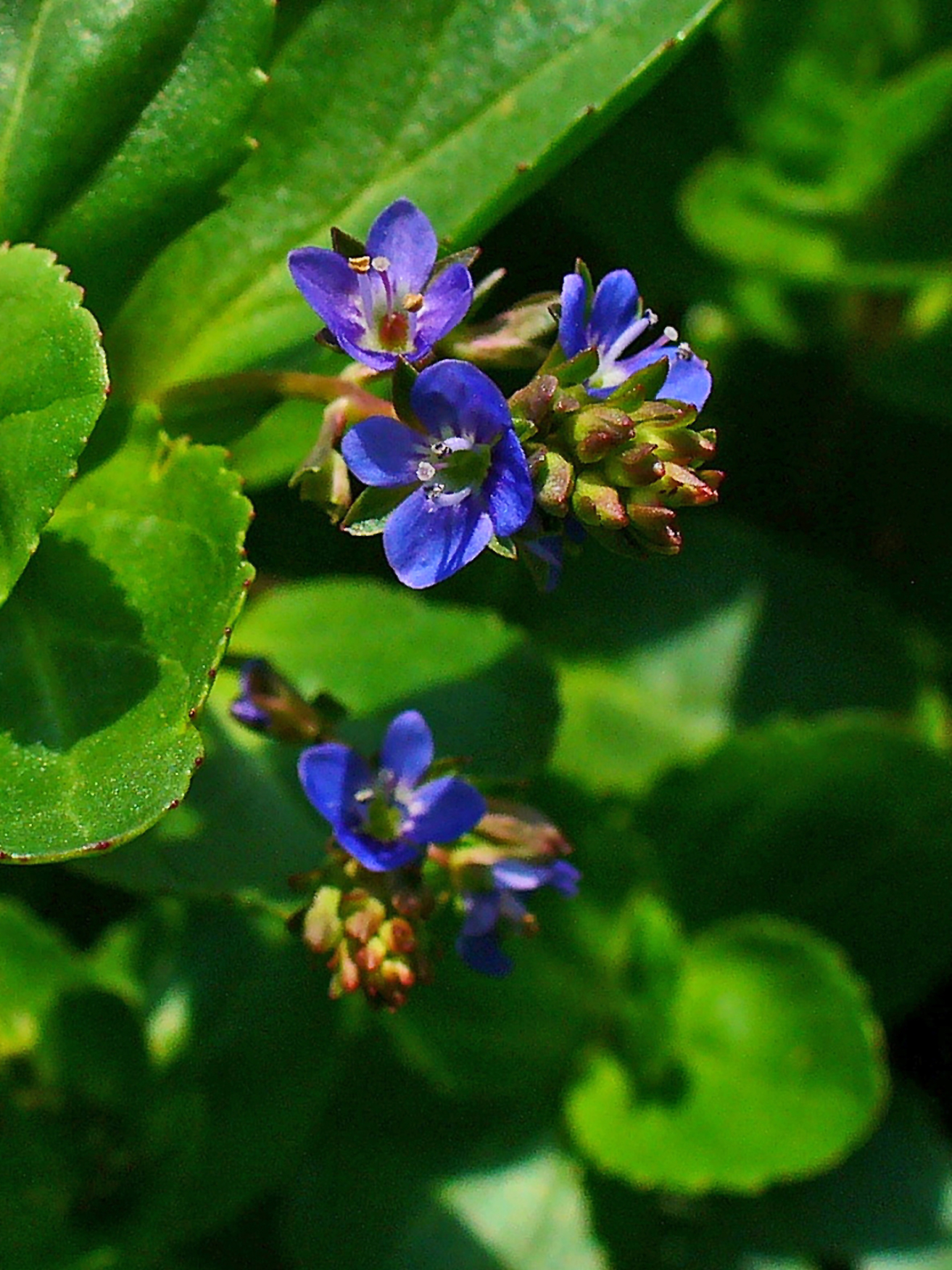
Bäckveronika förekommer i området

Det skyddade området är den sydligaste delen av en ca 5 km lång bergsrygg. Den reser sig 40 meter över omgivningen. Där finns lövskogar, hässlen, barrskogar, gamla träd, grova träd, multnande ved, gläntor, branter och sluttningar. Till reservatet hör delar av de två sjöarna Kalasjön och Gransjön. Dessa sänktes på 1800-talet. Berggrunden har gett upphov till en näringsrik morän som givit goda förutsättningar för ett artrikt växt- och djurliv. Där växer flera mindre vanliga mossor och lavar.
I området på åsryggen har det förekommit stenbrytning av svart granit från 1898 till 1960-talet. Kvar finns rester av dagbrott och stentippar. Rester av en banvall finns från stenbrotten upp till Målaskog. 
På åsens västra sida har det även funnits en silvergruva.